# 尹学群
尹学群（1965年5月—），浙江台州人，汉族，中国共产党党员。中华人民共和国政治人物、第十三届全国人民代表大会浙江地区代表。现任浙江省政协副主席、省财政厅厅长、党组书记。
2018年2月24日，当选为第十三届全国人大代表。2024年1月，当选为浙江省政协副主席。